# ヒュー・ラティマー
ヒュー・ラティマー（Hugh Latimer、1485年 - 1555年）は、イングランドの主教。１

## 人物
レスターシャー州出身。ケンブリッジ大学卒業後、クレア・カレッジのフェローとなり1522年に司祭に叙階。早い時期から宗教改革への関心を持ち、イングランドのカトリック教会内部での改革グループにも関わる。国王ヘンリー8世とキャサリン・オブ・アラゴンの婚姻無効に不熱心だったトーマス・ウルジーが失脚するとこれに取って代わってケンブリッジでの教会の主導権を握り、1535年にウスター主教になると聖像破壊やカトリック修道士への弾圧などトマス・クランマーなどと並ぶイングランドにおける宗教改革の指導者となる。とは言え国教会への教義をめぐって国王と対立して投獄されたこともあったが、後に赦されてエドワード6世の治世でも重用された。
カトリック信者だったメアリー1世が即位するとクランマーやニコラス・リドリーと共にロンドン塔に監禁され、オックスフォードでの宗教裁判で異端とは宣告され焚刑に処された。